# Atos Intoleráveis

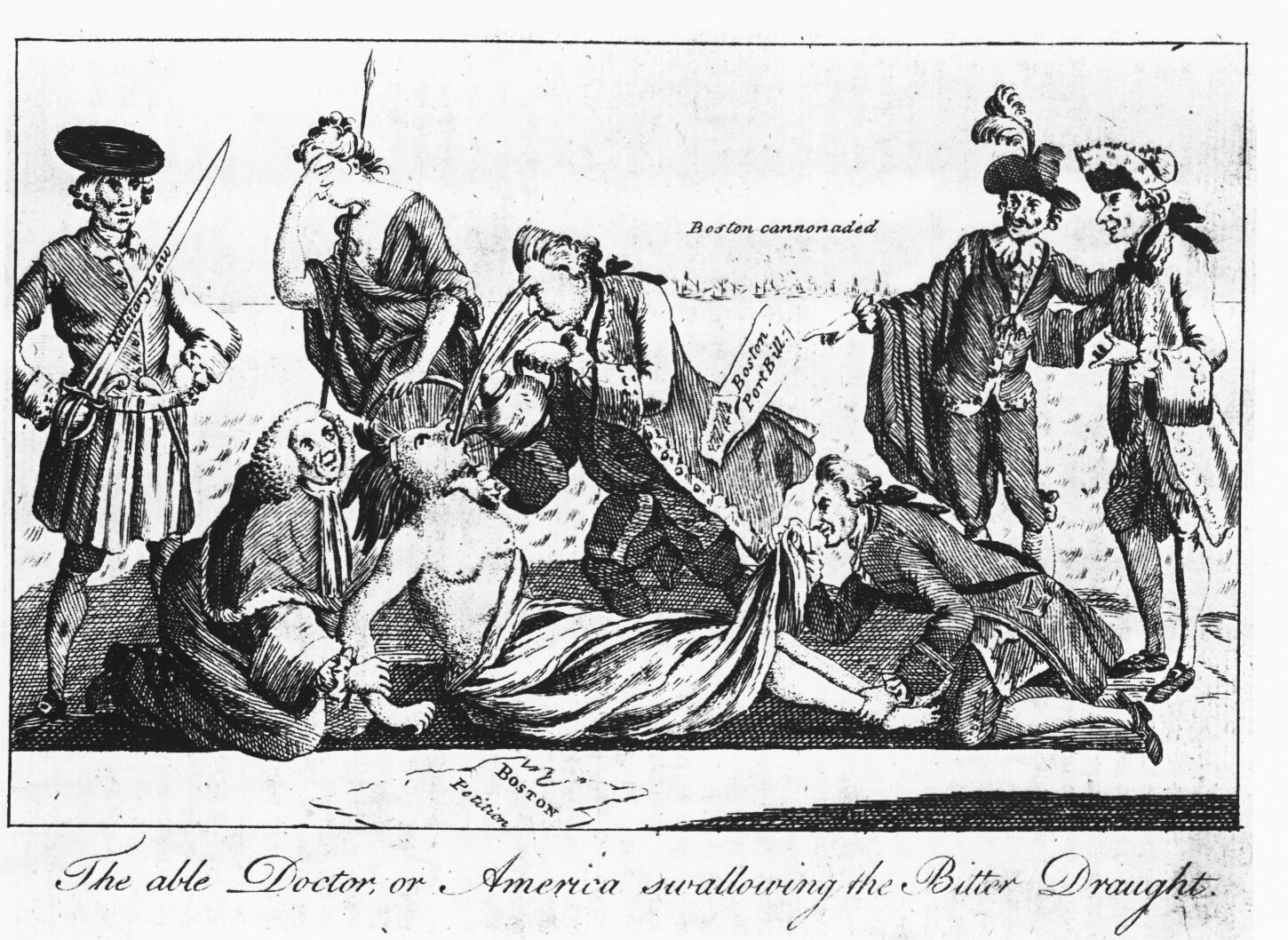
Esta caricatura britânica representando as leis como uma violação de Boston personificada foi rapidamente copiada e distribuída por Paul Revere em todas as colônias.

As Leis Intoleráveis (em inglês: Intolerable Acts ou Coercive Acts) foi o nome dado pelos colonos das Treze Colônias a uma série de leis promulgadas pelo Parlamento britânico em 1774. Essas leis desencadearam ultraje e resistência nas colônias e foram um importante fator de crescimento da Revolução Americana.
Uma dessas leis fez com que o porto de Boston fosse interditado e o governador de Massachusetts obtivesse poderes excepcionais; os colonos arcariam com as despesas das forças inglesas na América e o julgamento de funcionários ingleses se daria fora da jurisdição das colônias.

## O que as leis estipulavam
1. Fechamento do porto de Boston (garantido por uma guarda armada), até que a Companhia Britânica das Índias Orientais fosse indenizada dos prejuízos decorrentes do lançamento do carregamento de chá ao mar;
2. Suspensão das reuniões das colônias de Massachusetts
3. O impedimento de toda e qualquer manifestação pública contra a metrópole;
4. Que todos os julgamentos de crimes cometidos em território americano fossem a critério das autoridades britânicas em suas propriedades;
5. Que os colonos estavam obrigados a proporcionar alojamento e estadia de soldados britânicos em suas propriedades;
6. A redução das colônias norte-americanas em favor da ampliação do território canadense;
7. A colônia de Massachusetts foi ocupada por tropas do exército britânico.

## Reação
Os colonos americanos se revoltaram contra essas leis, afirmando que elas violavam seus direitos constitucionais como cidadãos. Eles também viam as recentes ações britânicas como uma ameaça à liberdade em toda a América Britânica. Em Boston, área mais afetada pela lei, a dessatisfação com a administração inglesa da colônia se intensificou. Uma das principais respostas às Leis Intoleráveis foi a convocação do Primeiro Congresso Continental de 1774.